# Brass Mount

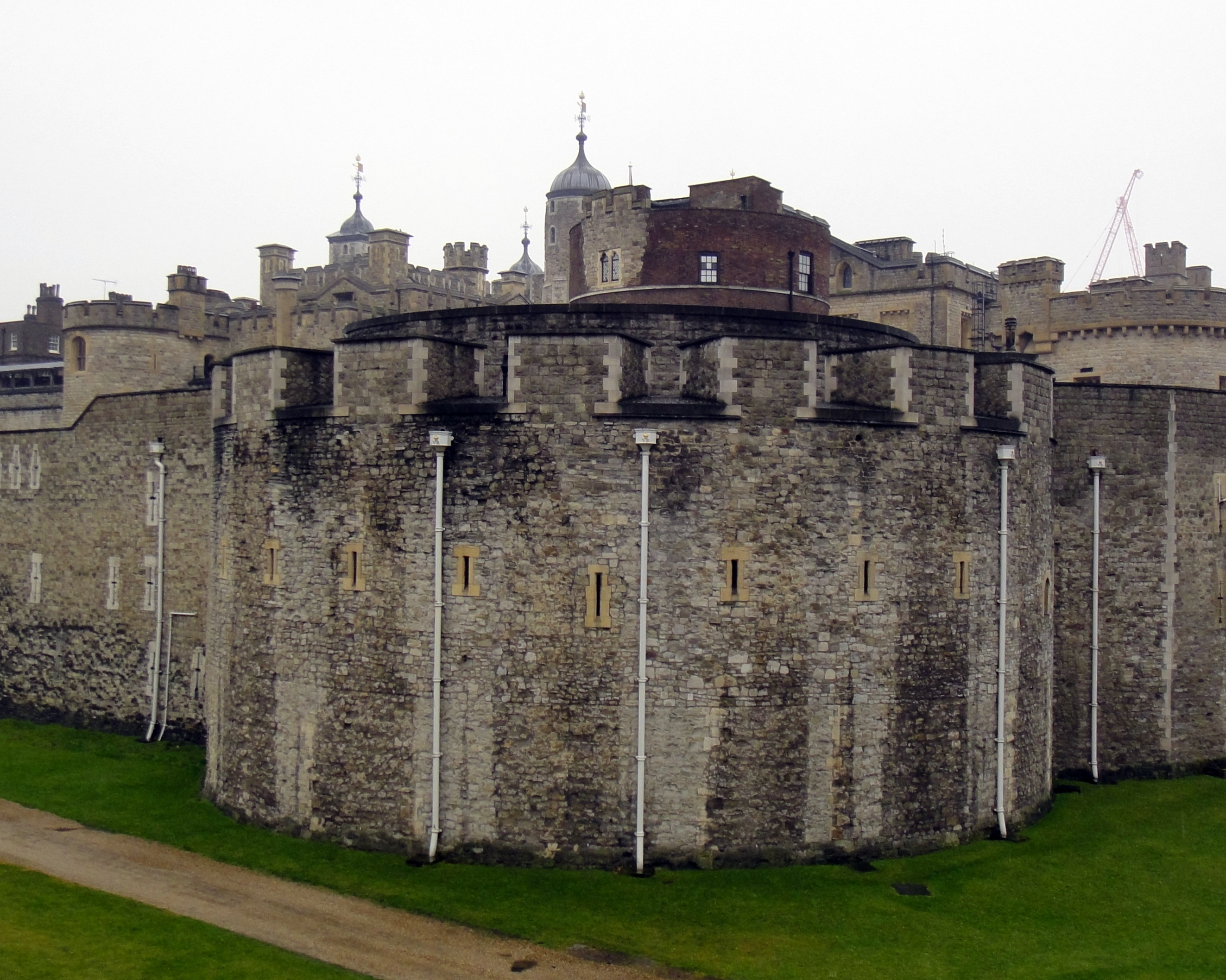
Brass Mount

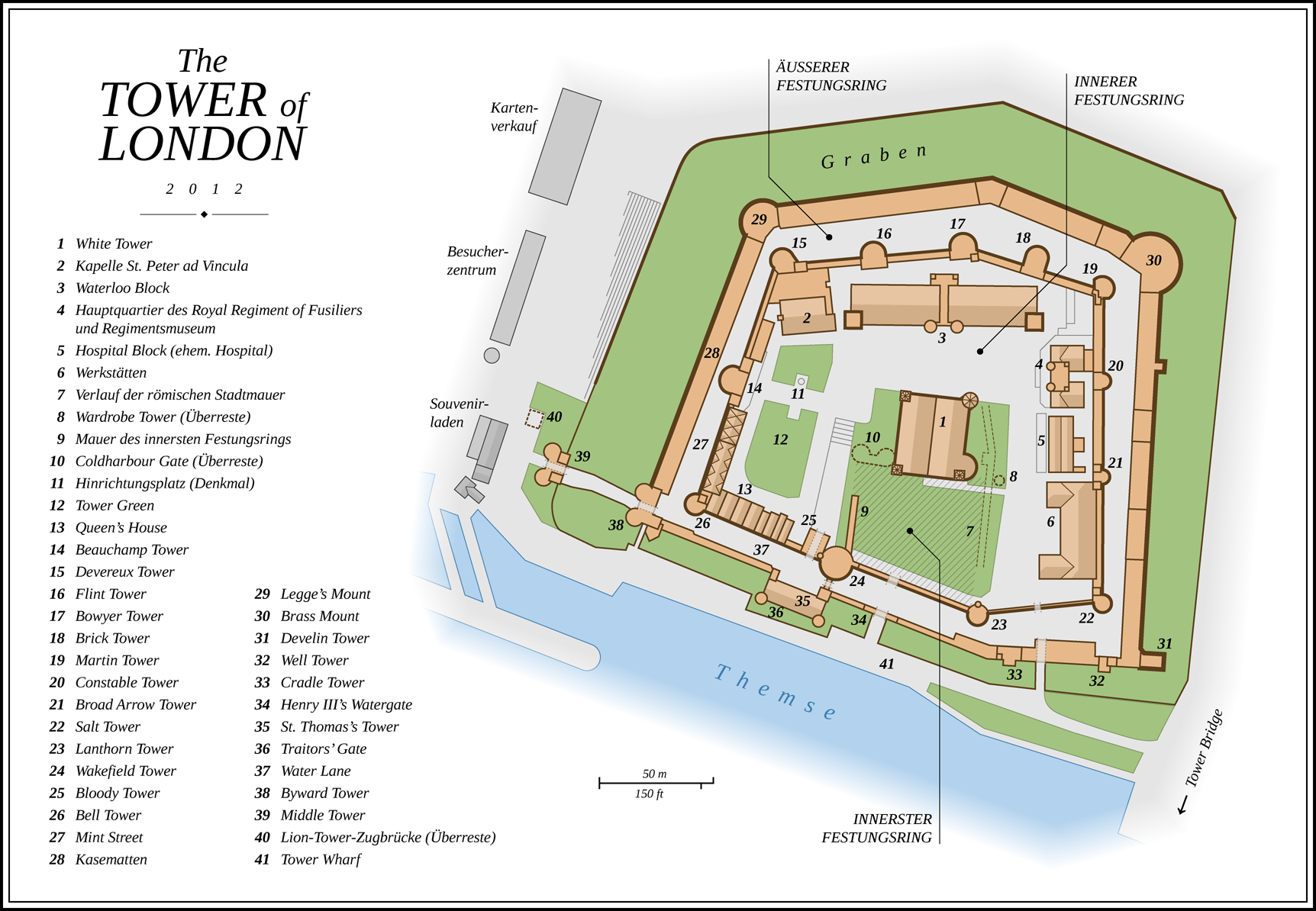
Position der Brass Mount (No. 30) im Tower of London

Brass Mount, ursprünglich The Mount, ist eine Bastion in der nordöstlichen Außenmauer der Festungsanlage des Tower of London. Die Bastion diente als Geschützstand und im 20. Jahrhundert als Lager. Die dort stattfindende Aufbewahrung von Schusswaffen war die letzte militärische Nutzung des Tower of London. Um die Jahrtausendwende wurde das Lager ausgeräumt. Den Namen erhielt die Bastion vermutlich durch die Geschütze aus Messing (engl. Brass), die dort im 18. Jahrhundert stationiert waren.
Die Bastion entstand unter dem englischen König Eduard I. Dieser ließ Ende des 13. Jahrhunderts die Außenmauern des Towers verstärken, um der neu eingezogenen Royal Mint zusätzlichen Schutz zu gewähren. Während die ältere Bastion Legge's Mount im Nordwesten des Towers nur verstärkt wurde, wurden die drei Türme, die bis dahin die Festung im Osten geschützt hatten, durch eine neue Bastion ersetzt.
Die Bastion ist aus Backstein errichtet und damit eines der ersten größeren Gebäude des Vereinigten Königreichs aus diesem Baustoff. Brass Mount ragt weiter in den Graben hinein als das westliche Gegenstück Legge's Mount. Möglicherweise stand sie anfangs als Einzelbauwerk und wurde erst später mit den Außenmauern des Towers verbunden. Bereits zum Zeitpunkt ihres Baus hatte die Bastion eine eindrucksvolle Geschützbatterie. Wann im Mittelalter Brass Mount mit der restlichen Festung baulich verbunden wurde, lässt sich nicht belegen. Im Jahr 1597 war sie Teil der Festung. Ende des 16. Jahrhunderts wurden die Verteidigungsanlagen des Towers der veränderten Kriegsführung angefasst. Brass Mount wurde verstärkt, um stärkere Geschütze zu tragen, und um eine weitere Geschützgalerie im Erdgeschoss erweitert. Gleichzeitig wurden die verbliebenen Hohlräume im Inneren mit Erde verfüllt. Der nun kompakte Baukörper sollte stärkeren Widerstand gegen Einschläge von Geschützen leisten.
Bereits 1715 aber wurde die Verfüllung teilweise entfernt, um Raum für eine Leiter zwischen den beiden Ebenen auf der Bastion und im Erdgeschoss zu schaffen. Im 19. Jahrhundert wurde diese durch ein Treppenhaus ersetzt. 1914 bei Ausbruch des Ersten Weltkriegs schließlich ließ das War Office die Erdverfüllung ganz entfernen. Es baute im Inneren drei Stockwerke ein, die zur Lagerung von Gewehren benutzt wurden.
Literarisch wurde Brass Mount im 19. Jahrhundert gewürdigt. Im Bestseller The Tower of London, A Historical Romance ließ der Autor William Harrison Ainsworth den Angriff zur Befreiung von Jane Grey über die Brass Mount stattfinden. Die literarische Bastion erlebte damit mehr Gefechte als die tatsächliche.